# Surnumerair
Wanneer in een ridderorde niet meer dan een in de statuten vastgesteld aantal ridders of commandeurs mag worden benoemd en men deze regel negeert, dan noemt men de "extra" ridders "surnumerair" of "overtallig".
In Nederland werden in de broederschap van de Orde van de Nederlandse Leeuw meer broeders benoemd dan in de begroting was voorzien. Dat betekende dat deze surnumeraire broeders hun jaarlijkse toelage niet uitbetaald kregen.
In de Nederlandse en Belgische Orden zijn geen maximale aantallen benoemingen vastgesteld, anders is dat in Spanje bij de Orde van Karel III, de Orde van Isabella de Katholieke en bij de grote Britse Orden, de Orde van de Kousenband en de Orde van de Distel.
De geschiedenis leert dat het vaststellen van maximale aantallen bij ridderorden in de praktijk vaak werd genegeerd.
Ook ambtenaren en officieren die worden benoemd terwijl de dienst of eenheid waarbij zij dienen volledig op sterkte is, worden surnumerair genoemd.